# ترافيس فيلبس
ترافيس فيلبس (بالإنجليزية: Travis Phelps)‏ هو لاعب كرة قاعدة أمريكي، ولد في 25 يوليو 1977 في روكي كومفورت في الولايات المتحدة.

## وصلات خارجية
- ترافيس فيلبس على موقعبيزبول رفرنس.كوم (الدوري الرئيسي) (الإنجليزية)
- ترافيس فيلبس على موقعبيزبول رفرنس.كوم (الدوري الثانوي) (الإنجليزية)